# 老抽

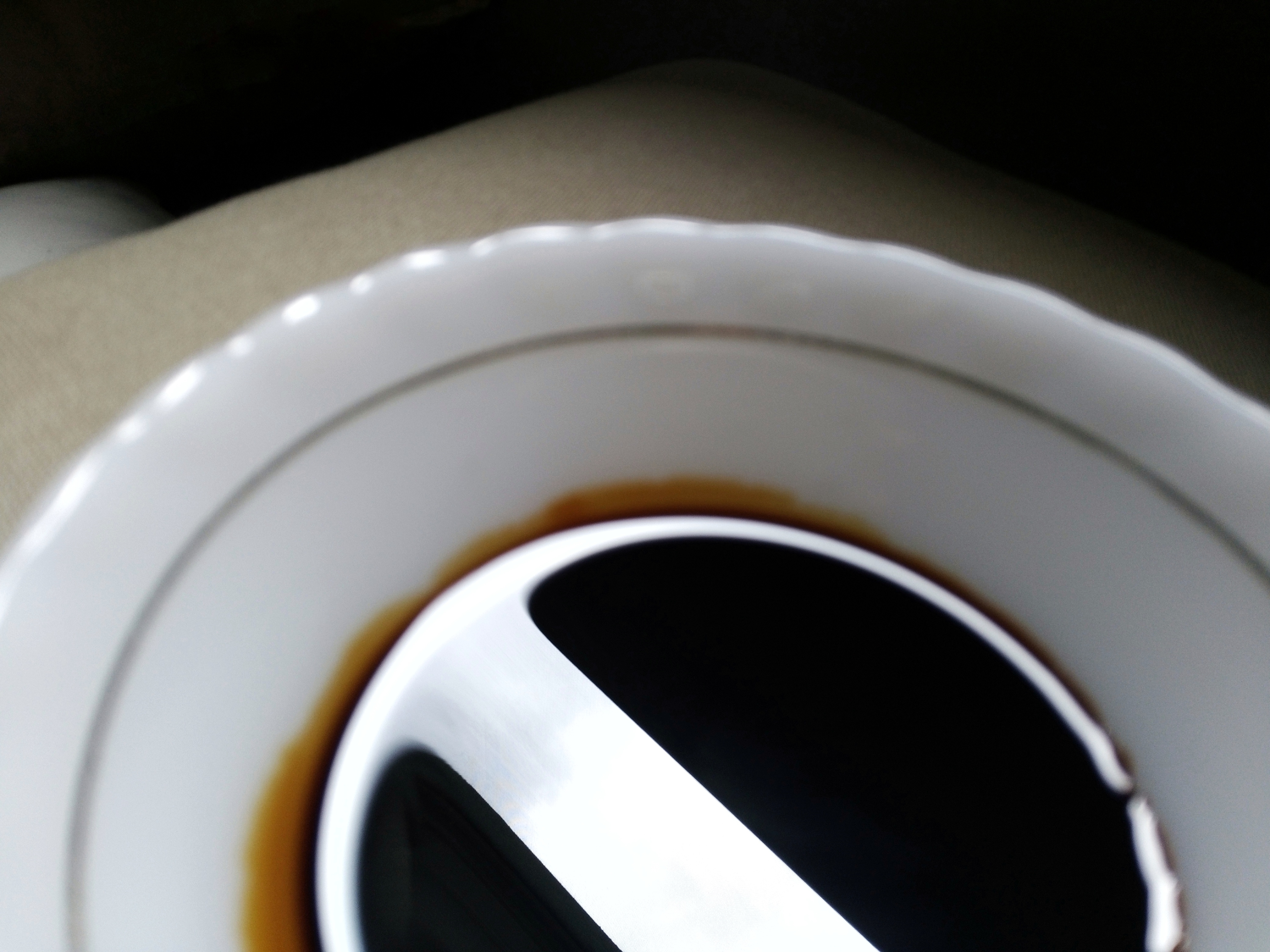
老抽

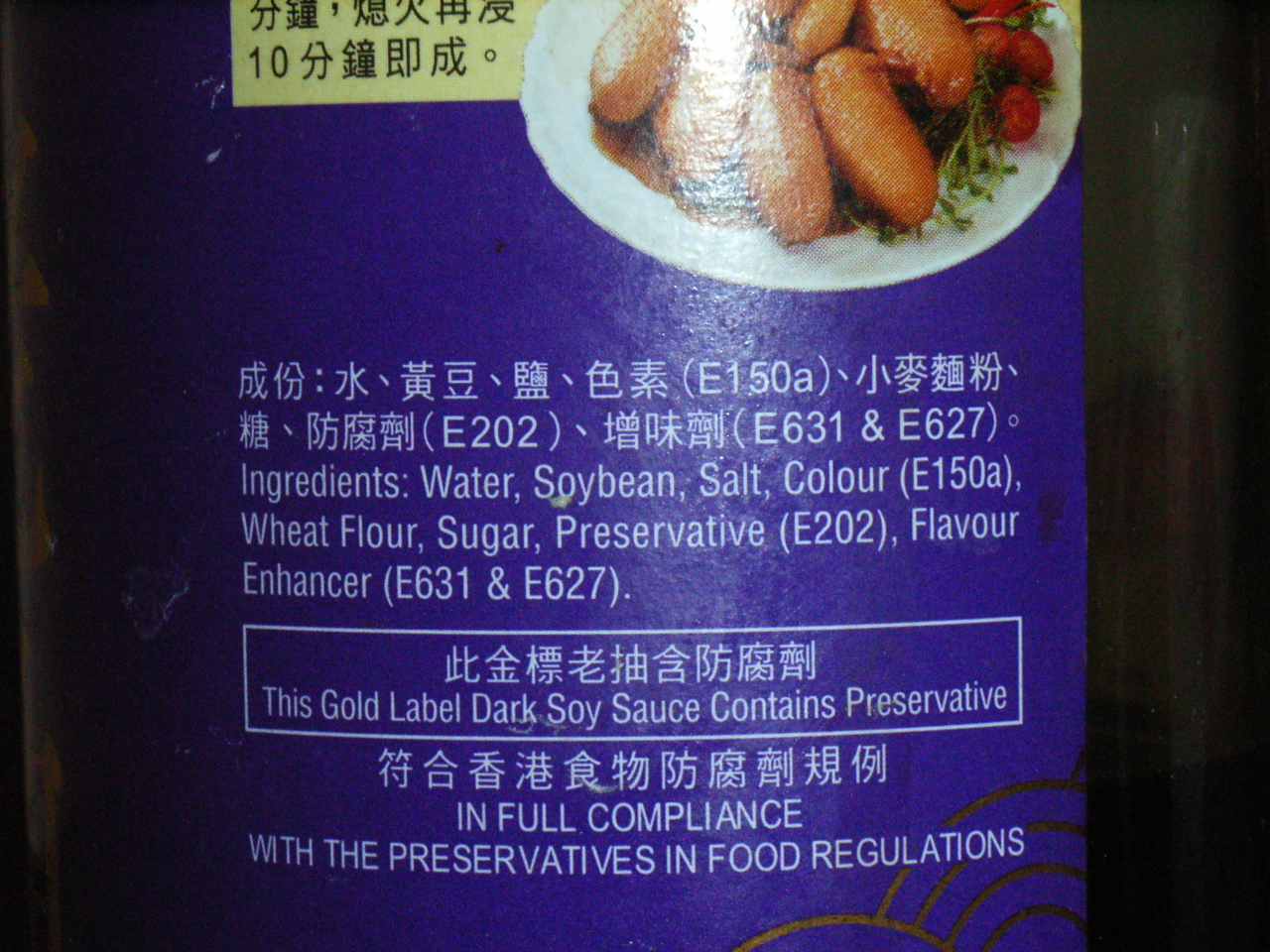
一老抽酱油的配料表

老抽，又稱陳年醬油或濃醬油，是醬油的一種，在香港、廣東普遍使用的醬油。是在生抽中加入焦糖煮成。特色是色澤較深，呈棕褐色並帶有光澤，味道較甜，咸度较淡，香味和鮮味不及生抽，並非台灣醬油膏，更不是壺底油。老抽一般用來給醃製或食品著色配色用，例如紅燒料理，也可作為食品添加物，如麵包等的增色劑，一般很少單獨使用。

## 用途
老抽一般用來給食品上色用。普通的醬油需要放四、五滴，才能使菜有醬油的味道和色澤，而老抽一般只要放一滴就可。

## 製法
老抽以大豆和麵粉作為主要原料，或直接取用生抽，添加焦糖色素或防腐劑、增味劑，進而衍生出不同風味的產品。

## 外部參考
- 醬油製造中的種麴是天然的，不含化學物質，使醬油味道更鮮美 （页面存档备份，存于）